# Per Edmund Mordt
Per Edmund Mordt, född 25 mars 1965 i Oslo, Norge, är en norsk före detta professionell fotbollsspelare som har spelat i klubbarna Kolbotn, Vålerenga, IFK Göteborg, SK Brann och Drøbak-Frogn. Han spelade 31 matcher för det norska landslaget.

## Klubblag
- Norsk seriemästare med Vålerenga IF 1984 och silver i norska cupen samma år.
- Svensk seriemästare 1987, 1990 och 1991 med IFK Göteborg
- Svensk cupmästare 1987, 1990 och 1991 med IFK Göteborg
- UEFA-cupmästare med IFK Göteborg 1987